# Parrocchie della diocesi di Forlì-Bertinoro

## Elenco
Le parrocchie della diocesi di Forlì-Bertinoro sono 128 e sono qui divise nei 10 vicariati.

### Forlì centro storico
| Nome            | Chiesa                                     | Patrono        | Comune | Frazione/quartiere |
| --------------- | ------------------------------------------ | -------------- | ------ | ------------------ |
| Cattedrale      | Duomo di Forlì (Cattedrale di Santa Croce) | Santa Croce    | Forlì  | Centro             |
| San Mercuriale  | San Mercuriale                             | San Mercuriale | Forlì  | Centro             |
| Santa Lucia     | Santa Lucia                                | Santa Lucia    | Forlì  | Centro             |
| Ravaldino città | Sant'Antonio Abate in Ravaldino            | Sant'Antonio   | Forlì  | Centro             |
| SS Trinità      | Santissima Trinità                         | Trinità        | Forlì  | Centro             |
| Schiavonia      | Santa Maria in Laterano in Schiavonia      | Madonna        | Forlì  | Centro             |
| San Biagio      | San Biagio                                 | San Biagio     | Forlì  | Centro             |

### Forlì Nord-Ravennate
| Unità | Nome                       | Chiesa                                       | Patrono                     | Comune  | Frazione/quartiere         |
| ----- | -------------------------- | -------------------------------------------- | --------------------------- | ------- | -------------------------- |
| 1     | Branzolino                 | San Giovanni Battista in Branzolino          | San Giovanni Battista       | Forlì   | Branzolino                 |
| 1     | San Martino in Villafranca | San Martino in Villafranca                   | San Martino                 | Forlì   | San Martino in Villafranca |
| 1     | San Tomè                   | San Tommaso Apostolo in San Tomè             | San Tommaso                 | Forlì   | San Tomè                   |
| 1     | Villafranca                | Santa Maria in Lampio                        | Madonna                     | Forlì   | Villafranca                |
| 2     | Barisano                   | San Martino in Barisano                      | San Martino                 | Forlì   | Barisano                   |
| 2     | Malmissole                 | San Michele Arcangelo in Malmissole          | San Michele                 | Forlì   | Malmissole                 |
| 2     | Poggio                     | Santi Giacomo e Cristoforo in Poggio         | San Giacomo, San Cristoforo | Forlì   | Poggio                     |
| 2     | Roncadello                 | Santi Pietro e Paolo in Roncadello           | San Pietro, San Paolo       | Forlì   | Roncadello                 |
| 2     | San Giorgio                | San Giorgio in Trentola                      | San Giorgio                 | Forlì   | San Giorgio                |
| 3     | Chiesuola                  | San Sebastiano in Chiesuola                  | San Sebastiano              | Russi   | Chiesuola                  |
| 3     | Coccolia                   | Immacolata Concezione in Coccolia            | Madonna                     | Ravenna | Coccolia                   |
| 3     | Durazzanino                | San Tommaso Apostolo in Durazzanino          | San Tommaso                 | Forlì   | Durazzanino                |
| 3     | Filetto                    | Santa Maria in Sulo                          | Madonna                     | Ravenna | Filetto                    |
| 3     | Roncalceci                 | San Biagio in Roncalceci                     | San Biagio                  | Ravenna | Roncalceci                 |
| 3     | San Pancrazio              | San Pancrazio (Russi)                        | San Pancrazio               | Russi   | San Pancrazio              |
| 3     | San Pietro in Trento       | Santi Pietro e Paolo in San Pietro in Trento | San Pietro, San Paolo       | Ravenna | San Pietro in Trento       |
| 4     | Ducenta                    | San Paolo in Ducenta                         | San Paolo                   | Ravenna | Ducenta                    |
| 4     | Durazzano                  | Santa Maria in Durazzano                     | Madonna                     | Ravenna | Durazzano                  |
| 4     | San Pietro in Vincoli      | San Lorenzo in San Pietro in Vincoli         | San Lorenzo                 | Ravenna | San Pietro in Vincoli      |
|       | Longana                    | Sant'Apollinare in Longana                   | Sant'Apollinare             | Ravenna | Longana                    |
|       | Pezzolo                    | Santa Maria in Pezzolo                       | Madonna                     | Russi   | Pezzolo                    |

### Forlì est
| Unità | Nome                  | Chiesa                                              | Patrono               | Comune | Frazione/quartiere          |
| ----- | --------------------- | --------------------------------------------------- | --------------------- | ------ | --------------------------- |
| 1     | Cappuccini            | San Giovanni Battista dei Cappuccini (Cappuccinini) | San Giovanni Battista | Forlì  | Musicisti e Grandi Italiani |
| 1     | San Paolo             | San Paolo Apostolo                                  | San Paolo             | Forlì  | Quartiere Romiti            |
| 2     | Bagnolo               | San Michele Arcangelo in Bagnolo                    | San Michele           | Forlì  | Bagnolo                     |
| 2     | Carpinello            | Santa Maria del Carmine in Carpinello               | Madonna               | Forlì  | Carpinello                  |
| 2     | Forniolo              | San Giorgio in Forniolo                             | San Giorgio           | Forlì  | Forniolo                    |
| 2     | Villa Rotta           | San Nicolò in Villa Rotta                           | San Nicola            | Forlì  | Rotta                       |
| 3     | Coriano               | San Giovanni Battista in Coriano                    | San Giovanni Battista | Forlì  | Coriano                     |
| 3     | Pianta                | Santa Maria Assunta della Pianta                    | Madonna               | Forlì  | Pianta-Ospedaletto-Coriano  |
| 3     | Pieveacquedotto       | Santa Maria in Acquedotto                           | Madonna               | Forlì  | Pieveacquedotto             |
| 4     | San Benedetto         | San Benedetto Abate                                 | San Benedetto         | Forlì  | San Benedetto               |
| 4     | Santa Maria del Fiore | Santa Maria del Fiore                               | Madonna               | Forlì  | Foro Boario                 |

### Forlì Sud
| Unità | Nome                   | Chiesa                              | Patrono               | Comune | Frazione/quartiere                  |
| ----- | ---------------------- | ----------------------------------- | --------------------- | ------ | ----------------------------------- |
| 1     | Ronco                  | San Giovanni Battista in Ronco      | San Giovanni Battista | Forlì  | Ronco                               |
| 1     | Santa Rita             | Santa Rita in Ronco                 | Santa Rita            | Forlì  | Ronco                               |
| 1     | Selva                  | Santa Maria in Selva                | Madonna               | Forlì  | Villa Selva                         |
| 2     | Bussecchio             | Santa Maria Lauretana in Bussecchio | Madonna               | Forlì  | Bussecchio                          |
| 2     | Regina Pacis           | Regina Pacis                        | Madonna               | Forlì  | Spazzoli-Campo di Marte-Benefattori |
| 2     | Santa Caterina         | Santa Caterina da Siena             | Santa Caterina        | Forlì  | Ca'Ossi                             |
| 2     | San Giuseppe Artigiano | San Giuseppe Artigiano              | San Giuseppe          | Forlì  | Bussecchio                          |

### Forlì Sud-Ovest
| Unità | Nome                     | Chiesa                               | Patrono                | Comune | Frazione/quartiere    |
| ----- | ------------------------ | ------------------------------------ | ---------------------- | ------ | --------------------- |
| 1     | Carpena                  | Santa Maria in Carpena               | Madonna                | Forlì  | Carpena               |
| 1     | Collina                  | Sant'Apollinare in Collina           | Sant'Apollinare        | Forlì  | Collina               |
| 1     | Grisignano               | San Pietro e San Paolo in Grisignano | San Pietro, San Paolo  | Forlì  | Grisignano            |
| 1     | Magliano                 | Santi Marco e Michele in Magliano    | San Marco, San Michele | Forlì  | Magliano              |
| 1     | San Lorenzo in Noceto    | San Lorenzo in Noceto                | San Lorenzo            | Forlì  | San Lorenzo in Noceto |
| 1     | San Martino in strada    | San Martino in Strada                | San Martino            | Forlì  | San Martino in Strada |
| 2     | Ca'Ossi                  | San Pio X in Ca' Ossi                | San Pio X              | Forlì  | Ca’Ossi               |
| 2     | San Giovanni Evangelista | San Giovanni Apostolo ed Evangelista | San Giovanni           | Forlì  | Ca'Ossi               |
| 2     | Vecchiazzano             | San Nicolò in Vecchiazzano           | San Nicola             | Forlì  | Vecchiazzano          |

### Forlì Ovest
| Unità | Nome        | Chiesa                               | Patrono               | Comune | Frazione/quartiere |
| ----- | ----------- | ------------------------------------ | --------------------- | ------ | ------------------ |
| 1     | Romiti      | Santa Maria del Voto in Romiti       | Madonna               | Forlì  | Romiti             |
| 1     | San Varano  | San Marco in Varano                  | San Marco             | Forlì  | San Varano         |
| 2     | Castiglione | San Giovanni Battista in Castiglione | San Giovanni Battista | Forlì  | Castiglione        |
| 2     | Cava        | Santa Maria Ausiliatrice della Cava  | Madonna               | Forlì  | Cava               |
| 2     | Villagrappa | Santa Maria Maddalena in Villagrappa | Madonna               | Forlì  | Villagrappa        |
| 2     | Villanova   | Santa Maria in Villanova             | Madonna               | Forlì  | Villanova          |

### Forlimpopoli e Bertinoro
| Unità | Nome                         | Chiesa                                   | Patrono         | Comune       | Frazione/quartiere      |
| ----- | ---------------------------- | ---------------------------------------- | --------------- | ------------ | ----------------------- |
| 1     | Collinello                   | San Lorenzo in Collinello                | San Lorenzo     | Bertinoro    | Collinello              |
| 1     | Concattedrale di Bertinoro   | Santa Maria degli Angeli (Concattedrale) | Madonna         | Bertinoro    |                         |
| 1     | Lizzano                      | Santa Maria Assunta in Lizzano           | Madonna         | Cesena       | Lizzano                 |
| 1     | Massa                        | Sant'Apollinare in Massa                 | Sant'Apollinare | Cesena       | Massa                   |
| 1     | Polenta                      | San Donato in Polenta                    | San Donato      | Bertinoro    | Polenta                 |
| 1     | Santa Maria di Urano         | Santa Maria di Urano                     | Madonna         | Bertinoro    |                         |
| 1     | Tessello                     | San Sisto in Tessello                    | San Sisto       | Bertinoro    | Tessello                |
| 2     | Lago                         | Santa Maria del Lago                     | Madonna         | Bertinoro    |                         |
| 2     | Montecchio                   | San Sebastiano in Montecchio             | San Sebastiano  | Bertinoro    | Capocolle               |
| 2     | Monticino                    | San Leonardo in Monticino                | San Leonardo    | Cesena       | Monticino               |
| 2     | Provezza                     | San Michele in Provezza                  | San Michele     | Cesena       | Provezza                |
| 2     | Santa Croce                  | Santa Croce                              | Santa Croce     | Bertinoro    | Panighina               |
| 2     | San Giuseppe Operaio         | San Giuseppe Operaio                     | San Giuseppe    | Forlimpopoli |                         |
| 3     | Fratta Terme                 | Santa Maria in Casticciano               | Madonna         | Bertinoro    | Casticciano             |
| 3     | Sant'Andrea                  | Sant'Andrea in Rossano                   | Sant'Andrea     | Forlimpopoli | Sant'Andrea in Rossano  |
| 3     | San Leonardo                 | Santi Leonardo e Severo in Schiova       | San Leonardo    | Forlimpopoli | San Leonardo in Schiova |
| 3     | San Pietro in Forlimpopoli   | San Pietro Apostolo                      | San Pietro      | Forlimpopoli |                         |
| 3     | San Ruffillo in Forlimpopoli | Basilica di San Rufillo                  | San Ruffillo    | Forlimpopoli |                         |
| 3     | Selbagnone                   | San Cristoforo in Selbagnone             | San Cristoforo  | Forlimpopoli | Selbagnone              |

### Val Bidente
| Unità | Nome               | Chiesa                                                     | Patrono                      | Comune               | Frazione/quartiere |
| ----- | ------------------ | ---------------------------------------------------------- | ---------------------------- | -------------------- | ------------------ |
| 1     | Meldola            | Chiesa di San Nicolò                                       | San Nicola                   | Meldola              |                    |
| 2     | Civitella          | Santa Maria in Borgo                                       | Madonna                      | Civitella di Romagna |                    |
| 2     | Cusercoli          | Santa Maria in Sasso in Cusercoli                          | Madonna                      | Civitella di Romagna | Cusercoli          |
| 2     | Galeata            | San Pietro in Bosco in Galeata                             | San Pietro                   | Galeata              |                    |
| 2     | Nespoli            | Santi Quirico e Giolitta in Nespoli                        | San Quirico e Santa Giolitta | Galeata              | Nespoli            |
| 2     | Pianetto           | San Martino in Pianetto nota come Santa Maria dei Miracoli | San Martino / Madonna        | Galeata              | Pianetto           |
| 2     | Voltre             | Santa Maria in Gloria in Voltre                            | Madonna                      | Civitella di Romagna | Voltre             |
| 3     | Collina di Pondo   | San Sisto in Collina di Pondo                              | San Sisto                    | Santa Sofia          | Collina di Pondo   |
| 3     | Corniolo           | San Pietro in Corniolo                                     | San Pietro                   | Santa Sofia          | Corniolo           |
| 3     | Isola              | Santa Maria in Cosmedin in Isola                           | Madonna                      | Santa Sofia          | Isola              |
| 3     | Poggio alla Lastra | Santi Pietro e Paolo in Poggio alla Lastra                 | San Pietro, San Paolo        | Bagno di Romagna     | Poggio alla Lastra |
| 3     | Santa Sofia        | Santa Lucia in Sofia                                       | Santa Lucia                  | Santa Sofia          |                    |
| 3     | Spinello           | Santa Maria in Equis in Spinello                           | Madonna                      | Santa Sofia          | Spinello           |

### Val di Rabbi
| Unità | Nome                      | Chiesa                                    | Patrono       | Comune      | Frazione/quartiere |
| ----- | ------------------------- | ----------------------------------------- | ------------- | ----------- | ------------------ |
| 1     | Fantella                  | Santa Maria in Fantella                   | Madonna       | Premilcuore | Ponte in Fantella  |
| 1     | Premilcuore               | San Martino in Premilcuore                | San Martino   | Premilcuore |                    |
| 1     | Strada San Zeno           | San Zenone in Strada San Zeno             | San Zenone    | Galeata     | Strada san Zeno    |
| 2     | Fiordinano                | Santa Maria in Fiordinano                 | Madonna       | Predappio   | Fiordinano         |
| 2     | Fiumana                   | Santa Maria Assunta in Fiumana            | Madonna       | Predappio   | Fiumana            |
| 2     | Montemaggiore             | Santa Maria Assunta in Montemaggiore      | Madonna       | Predappio   | Montemaggiore      |
| 2     | Predappio                 | Sant'Antonio di Padova                    | Sant'Antonio  | Predappio   |                    |
| 2     | Predappio Alta            | Santa Maria Assunta in Predappio Alta     | Madonna       | Predappio   |                    |
| 2     | Ravaldino in Monte        | Santa Maria Assunta in Ravaldino in Monte | Madonna       | Predappio   | Ravaldino in monte |
| 2     | Sant'Agostino             | Sant'Agostino in Rocca d'Elmici           | Sant'Agostino | Predappio   |                    |
| 2     | San Cassiano              | San Cassiano in Pennino                   | San Cassiano  | Predappio   |                    |
| 2     | Santa Lucia               | Santa Lucia in Bussano                    | Santa Lucia   | Predappio   |                    |
| 2     | Santa Marina in Particeto | Santa Marina in Particeto                 | Santa Marina  | Predappio   | Particeto          |
| 2     | San Savino                | San Savino in Schiedo                     | San Savino    | Predappio   | Schiedo            |
| 2     | Tontola                   | San Pietro in Tontola                     | San Pietro    | Predappio   | Tontola            |

### Acquacheta
| Unità | Parrocchia            | Chiesa                                      | Patrono                   | Comune                      | Frazione/quartiere    |
| ----- | --------------------- | ------------------------------------------- | ------------------------- | --------------------------- | --------------------- |
| 1     | Bocconi               | San Lorenzo in Bocconi                      | San Lorenzo               | Portico e San Benedetto     | Bocconi               |
| 1     | Portico di Romagna    | Santa Maria in Girone in Portico di Romagna | Madonna                   | Portico e San Benedetto     | Portico di Romagna    |
| 1     | Rocca San Casciano    | Santa Maria delle Lacrime                   | Madonna                   | Rocca San Casciano          |                       |
| 1     | San Benedetto in Alpe | San Benedetto in Alpe                       | San Benedetto             | Portico e San Benedetto     | San Benedetto in Alpe |
| 2     | Castrocaro            | San Nicolò e San Francesco in Castrocaro    | San Nicola, San Francesco | Castrocaro e Terra del Sole | Castrocaro            |
| 2     | Ciola                 | Santa Maria in Ciola                        | Madonna                   | Castrocaro e Terra del Sole | Terra del Sole        |
| 2     | Dovadola              | Sant'Andrea in Badia                        | Sant'Andrea               | Dovadola                    |                       |
| 2     | Ladino                | San Martino in Ladino                       | San Martino               | Castrocaro e Terra del Sole | Ladino                |
| 2     | Pieve Salutare        | San Pietro in Vinculis in Pieve Salutare    | San Pietro                | Castrocaro e Terra del Sole | Pieve salutare        |
| 2     | Sadurano              | Santa Maria in Sadurano                     | Madonna                   | Castrocaro e Terra del Sole | Sadurano              |
| 2     | Terra del sole        | Santa Reparata in Terra del Sole            | Santa Reparata            | Castrocaro e Terra del Sole | Terra del Sole        |
| 2     | Villa Rovere          | San Pietro in Arco in Villa Rovere          | San Pietro                | Castrocaro e Terra del Sole | Rovere                |
|       | San Donnino in Soglio | San Donnino in Soglio                       | San Donnino               | Rocca San Casciano          |                       |

## Riferimenti
https://www.diocesiforli.it/parrocchie